# James Rosenquist
James Rosenquist (Grand Forks, Dakota del Norte, Estados Unidos; 29 de noviembre de 1933-Nueva York, 31 de marzo de 2017) fue un artista estadounidense del Pop Art.

## Vida y obra
Estando en el primer ciclo de secundaria, Rosenquist obtuvo una beca limitada para estudiar en la Escuela de Arte de Minneápolis. Posteriormente estudió pintura en la Universidad de Minnesota desde 1952 hasta 1954. En 1955 se trasladó a Nueva York con una beca para estudiar en la Liga de Estudiantes de Arte, donde estuvo hasta 1959. En ese centro recibió clases de Robert Indiana y Jack Youngerman. Allí conoció, además, a George Grosz. 
Abrió el taller en el mismo barrio que Indiana y Kelly. Desde 1957 hasta 1960, se ganó la vida como diseñador, escaparatista y pintor de grandes carteles publicitarios con colores fluorescentes. Este era el entrenamiento perfecto, según se vio después, para un artista que luego estallaría en la escena pop art. Rosenquist hábilmente aplicó técnica de pintura de signos a las pinturas a gran escala que empezó a crear en 1960. Como otros artistas pop, Rosenquist adaptó el lenguaje visual de la publicidad y la cultura pop (a menudo graciosa, vulgar y extravagante) al contexto de las Bellas Artes. En 1963 le encargaron un mural para el pabellón del Estado de Nueva York. Rosenquist consiguió la fama internacional en 1965, con su mural de tamaño gigante F-111 de 3 x 26 metros. Se expuso en museos de todo el mundo. Esta obra, F-111 se menciona en un capítulo de Polaroids from the Dead de Douglas Coupland.
Su especialidad era coger imágenes fragmentarias, extrañamente desproporcionadas y combinarlas, superponerlas, y yuxtaponiéndolas en lienzos para crear historias visuales. Esto puede dejar sin aliento al espectador, haciendo que consideren incluso los objetos más familiares (un remolque, o una caja de detergente, etcétera) de las maneras más abstractas y provocativas. Escoge objetos simples que se identifican con facilidad y que no portan ningún significado simbólico. Y los trata en grandes formatos (cuadros, environments) con un lenguaje propio de la publicidad. A veces una figuración realista, amplificada como en los grandes carteles publicitarios, acaba siendo, si se mira muy de cerca, una forma abstracta. Eso hace Rosenquist: tomas fragmentos de la realidad y representarlos a gran tamaño.
Participó en documenta IV y VI de Kassel (años 1968 y 1977). Experimentó con técnicas de cine (1969) así como con trabajos en video (1970). Durante los años setenta fue activista en oposición a la guerra de Vietnam. También se distinguió por la lucha en defensa de los derechos del artista en la sociedad democrática. Residió en Aripeka, Florida, desde 1983.
Desde 1983 incluye elementos mecánicos en sus obras, a modo de crítica contra la devoción a la tecnología. Además de pintar, produjo una amplia serie de grabados, dibujos y collages. Una de sus láminas, Time Dust (1992), se cree que es la más grande del mundo, y mide aproximadamente 2 x 11 metros. 
Rosenquist recibió numerosos honores, incluyendo una selección como «Art In America Young Talent USA» en 1963, nombramiento por un plazo de seis años para la junta del Consejo Nacional de las Artes en 1978, y recibiendo el Premio Golden Plate en 1988. En 2002, la Fundación Cristóbal Gabarrón le confirió su premio anual internacional de las artes, en reconocimiento a sus grandes contribuciones a la cultura universal.
Desde sus primeras retrospectivas en 1972 organizadas por el Museo Whitney de Arte Estadounidense, Nueva York, y el Museo Wallraf-Richartz, Colonia, ha sido objeto de varias exposiciones de galerías y museos, tanto en los Estados Unidos como en el extranjero. Siguió produciendo encargos de gran tamaño, incluyendo la suite en tres partes The Swimmer en el Econo-mist (1997-1998) para el Deutsche Guggenheim, Berlín, Alemania, y un cuadro planeado para el techo del Palacio de Chaillot en París, Francia. Su obra ha influido en generaciones más jóvenes de artistas.